# El Bedorc
El Bedorc o també El Badorc és un petit poble català al municipi de Piera, a la comarca de l'Anoia (província de Barcelona). El topònim Bedorc és un dels escassíssims noms preromans de la comarca de l'Anoia per bé que d'arrel incerta.

## Història
Es coneixen vestigis avui destruïts del Neolític, entre el 3500 i el 2500 aC, a la riba dreta del riu Anoia: eren explotacions agrícoles en camp de sitges a la carena de la Guitza. Al peu de la muralla del castell del Bedorc es troba una cova natural usada en enterraments col·lectius i utilitzada des del Calcolític fins a l'edat del bronze i de la qual se'n conserven valuoses peces al Museu d'Arqueologia de Catalunya. Altres troballes a banda i banda del riu que corresponen a llocs d'habitació i fragments de ceràmica, ens situen ja en el ferro-ibèric, és a dir, des del 650 fins al 50 a.n.e., encara que gairebé totes es troben, dissortadament, en un estat força dolent.
Escampats enmig de la majoria ibèrica, alguns clans cèltics erigien fortificacions per mantenir-se vigorosos en les anomenades fortitudines (fortaleses), paraula que, amb referència al Bedorc apareix a finals del segle xii. Un d'aquests clans cèltics eren els Bitúriges, clan que donà nom a la regió de Berric i la seva capital. Possiblement aquest sigui l'origen del nom del poble.

### Període romà i societat feudal
De forma casual s'han anat trobant, esparses pels voltants del poble, diverses sepultures d'inhumació en caixa de lloses, pertanyents a l'època alt-medieval (segle vi aproximadament) però no se'n sap gairebé res més i és que, a part d'un jaciment al castell de Cabrera d'Anoia d'unes ruïnes romanes i unes minses restes a Sant Jaume Sesoliveres, amb la decadència de l'imperi s'acaben per un bon temps els senyals visibles de petjada humana a la zona. Amb les successives invasions bàrbares i musulmanes aquest territori, fronterer entre els dominis de l'emperador Carlemany i l'Àndalus, restà gairebé despoblat. Durant gairebé dos segles les seves ribes foren terra de ningú. Ni cristiana ni sarraïna...
En acabada aquesta època, que deixarem certament indefinida, ens arriba la construcció d'un símbol del skyline bedorquí: el castell, o sigui, la fortalesa o torre del Bedorc, també anomenada castell de la Ventosa. Aquesta edificació del segle x, declarada bé cultural d'interès nacional, forma part de les fortaleses i torres de defensa destinades al control militar de la vall. A manca de més dades, caldria anomenar-la torre del Bedorc (també se n'ha dit castell del Parellada) i és que, en si mateixa, és plena de confusions d'identificació i nomenclatura, i mereix, abans que es faci malbé com li ha passat a una altra fortificació coneguda com a "la barraca del Climent", un capítol i estudi a part d'aquest article, per la seva interessant complexitat i aportació de dades.

### Primers documents escrits
A partir del segle xii, el Bedorc es trobava sotmès a les rendes dels comtes de Barcelona i el seu paisatge va començar a definir-se més o menys com ara veiem els seus entorns, amb la implantació de vinyes, camps de cereal i oliverars, feixes de regadiu vora la riera, la cria d'aviram i la construcció d'un important molí fariner ubicat a un indret mencionat com a Sussisa.
Aquestes rendes eren supeditades a cura de l'anomenat batlle, com ho va ésser l'Enric i en Ramon d'Apiera, els quals exercien d'administradors o recaptadors dels dominis reials i originaven no poques tensions amb els esforçats vilatans bedorquins. Del molí fariner, per exemple, en queda constància que el comte gaudiria de la meitat dels drets de molta. En aquells moments les activitats riberenques esmentades comportaren, per afinitat i proximitat, que el poble s'apropés més a Cabrera d'Anoia i fins i tot a Capellades, que a Piera.
El 1188, en Guerau i n'Arsendis de Bedorg, marit i muller, varen fer donació als monjos de Sant Cugat de la seva fortitudine i l'església de Sant Miquel (avui desapareguda) feta construir per les primeres famílies que trobem documentades els anys 1143 i 1160: les de Bernat Marcucii i de Guillem de Bedorc. No gaire més tard començaren a edificar-se les primeres masies algunes de les quals encara resten dretes però molt transformades pel transcurs dels segles, i avui conegudes com a Ca l'Enric, Can Parellada, Ca l'Olivé, Cal Valls (enderrocada el 2006) i Can Ferrer del Coll (amb una impressionant arbreda de pi blanc catalogada per la Generalitat de Catalunya. Els propietaris d'aquestes masies ho eren també de terres rústiques i de conreu explotades per pagesos sota cens. Els Parellada i els del Coll ja consten en documents que daten del 1200, exercint com a testimonis de la consagració de l'església de Santa Maria de Piera. Ambdues famílies han mantingut el cognom a llurs masos fins a finals del segle xx.

### Període baixmedieval fins al 1500
Les tibantors i enfrontaments s'accentuaren per l'ús de l'aigua a causa de l'escassesa de cabals (molt normal a l'Anoia on s'alternen les severes rierades, com la de 1344, amb períodes de gran sequera) i la història del poble s'endinsà en un període de males collites que tanmateix no comportaren una reducció dels censos ni de la pressió fiscal.
La pesta negra que afectà tot Catalunya el 1348 acabà d'empitjorar la situació, amb abandons de conreus, fre de l'activitat econòmica i descensos de la població. Els buidatges documentals que s'han fet de can Parellada i can Ferrer han permès conèixer algunes de les famílies que tenien el domini útil de les terres: Alberich, Bonastre, Codorniu, de Coll, Gabiol, Miquel, Pasqual, Parera, Soldevila...En aquella època trobem també alguns personatges documentats amb el cognom del Bedorc: Tenim, per exemple, en Berenguer Badorch, com un home d'armes defensor del Portal Nou de Barcelona l'any 1390, l'Antoni Badorch, un picapedres, posteriorment també armat, i en P. (Pere?) Badorch, corredor d'orella, condemnat a presó perpètua per heretge, l'any 1488. A partir del 1500 dels portadors del cognom en coneixem la familia Badorc, vidriers de Vallbona del segle xvi i, a partir del 1600, també a Vallbona, en Pere Badorch, paraire, i na Magdalena Roig i Badorc, vídua i potser darrera persona en dur el cognom. L'especificitat del Bedorc torna a fer-se palesa el segle xiv amb la definició territorial de quadra, és a dir, com a districte especial dins el terme d'un castell centrat en una torre, tal com hem vist que posseeix el poble. En aquells temps, el Bedorc tot i tenir força lligams socioeconòmics amb Piera, la seva identitat i singularitat termenal també n'era ben nítida a causa de la seva unitat castral.

### El terròs
Durant els anys que continuaren el segle xv, de l'aspecte del Bedorc se'n sap allò que es manté d'aquella època: les masies i el molí. Als masos que ja existien, se n'hi afegiren a poc a poc, i en diferents èpoques, d'altres com el de la Ventosa (amb referències d'abans del 1500) el Priorat de la Costa i la seva petita església, circa 1600, i en el terme de Cabrera, Can Torres, i Can Torres del Molí (avui desaparegudes) Can Piqué, Can Codony i, ja a finals del xviii, Can Borràs. La població anava augmentant lentament i el pagès (sempre arrendatari d'una part de les terres que envoltaven les masies) vivia del cereal, la vinya i molt significativament de l'horta amb l'aprofitament del curs de l'aigua, encara que les riuades s'encarreguessin de tant en tant a malmetre-ho tot plegat: la del 1584 arrasà tot el que va poder i en vingueren d'altres memorables com la de 1740, la de 1788, la del 1790, i un parell de dimensions esgarrifoses: la de 1792 i, especialment, l'aiguat de Sant Bartomeu, el 24 d'agost de 1842.
En l'etapa que va de 1780 al 1850 en la qual Catalunya se'n sortia del sistema feudal, el Bedorc encara es trobava sotmès a delmes, primícies, alous i altres obligacions tal com es documenta als delmaris on són relacionades les collites anuals i els censos pagats a l'Abadessa del Monestir de Pedralbes, Sant Miquel, Baró de Cabrera, etc.
Els conreus de les vinyes s'establien a rabassa morta, és a dir, amb contractes enfitèutics signats pel propietari i el pagès que duraven fins a la mort dels ceps plantats. Aquesta pràctica va consolidar un certa puixança econòmica fins als voltants del 1890 en què la plaga de la fil·loxera arribà al Bedorc, matant totes les vinyes i encetant una crisi agrària sense precedents: els propietaris van considerar els contractes extints i va començar un llarg enfrontament jurídic amb els pagesos, fins que s'aconseguiren nous contractes de renovació automàtica, que conveniren al pagès i no qüestionaren els drets de l'amo.
A cavall entre les darreries del segle xviii i començaments del segle xix es va perfilant el petit nucli urbà que s'acabà d'urbanitzar l'any 1910, tal com certifiquen els llibres de plens de l'Ajuntament de Piera; i el 1928, en Josep Maria Munné Orpí va concebre la portada d'aigües al poble el qual, en agraïment, l'hi dedicà un carrer. El nucli és agrupat en vuit carrers formats per cases unifamiliars de dos o tres pisos, inicialment construïdes amb materials clàssics de país de secà: teula i tàpia i que, pràcticament totes, conserven encara intactes el celler i el cup, l'ús dels quals, en temps no llunyans permetien vins de collita molt personals que recollien els carreters per tal d'ésser distribuïts als mercats de les capitals.

### Les indústries
A més a més dels casale molendinorum que, com hem vist, s'instal·laren prop del poble a l'època feudal, el curs de l'Anoia va afavorir a través del temps la posada en marxa de diferents manufactures. Avui encara impressionen les runes mig engolides pel bosc del Figuerot (o Figarot -de la carena del Bedorc-) d'un imponent molí paperer el qual, aprofitant l'antiga farinera de can Torras, van edificar el 1790 els capelladins Jeroni Tort i Josep Tiana els quals desenvoluparen la seva activitat fins a començament del segle xx.
La indústria tèxtil, també necessitada del curs de l'aigua, prengué el relleu a la paperera. És el cas dels telers d'en Segimon Mata, instal·lats l'any 1893, i després la fàbrica de teixits per a folreria Romeu. Les dues van començar com a arrendatàries dels locals i salt d'aigua propietat de Can Ferrer del Coll. La fàbrica Fills i Germans de J.Romeu arribà a donar feina a una quarantena de persones els quals, juntament amb aquelles que anaven a treballar a Ca la Fou (o colònia Marçal de Cabrera d'Anoia), representaven la majoria de famílies que vivien al poble. L'any 1965, la fàbrica es traslladà, com a propietària de l'immoble, a la carretera de Piera fins al seu tancament l'any 1980.
Un dels seus socis, en Joan Romeu Calmet, germà del fundador i descendent d'industrials paperers de la Pobla de Claramunt, fou regidor electe de Piera el 1931, any de la proclamació de la Segona República Espanyola i també, al final del cop militar del general Franco l'any 1939, participà de la comissió gestora per tirar endavant un consistori abatut en acabada la guerra civil espanyola.

### L'edat moderna
Reprenent els fets cronològics, l'edat moderna porta a Catalunya tres segles de guerres, entreguerres i revolucions. El 1640 la guerra dels Segadors, el 1700 la guerra de Successió Espanyola i el 1808 la guerra del Francès on el Bedorc, igual que tota la comarca de l'Anoia, sempre fou terra de pas dels exèrcits, sobretot a les guerres Carlines en què la zona romangué, com l'ull d'un huracà, al mig o a prop de la contesa: a Font-rubí hi havia una important seu carlista i una part del Penedès i l'Anoia era controlada pel famós guerriller El Llarg de Copons amb centre operatiu a Sant Quintí de Mediona. Amb la restauració de la monarquia dels borbons, entraren al consistori pierenc dos honorables bedorquins: en Joan Ferrer del Coll i Parellada i en Vicenç Soteras i Vidal
En Josep Llopart Martí, nascut al Bedorc el 1884, explica els efectes ("col·laterals" a la vila) de les hostilitats que vingueren després: la Guerra Hispano-estatunidenca i la guerra del Marroc en les quals, diu, "hi feien anar a tothom..." De la primera en vingueren tots malalts a causa d'unes febres tropicals i de la segona, alguns ni en retornaren com el cas de son germà, en Rossend Llopart, que feia el servei militar a Melilla i del qui no se'n va saber res més.
Fins a l'arribada de la carretera, l'anomenada "riereta" (riera Guinovarada) era la via de comunicació natural entre Piera i el Bedorc i, tal com passava a tots els llogarets de la rodalia, la situació de llunyania i, per tant, d'un cert aïllament, comportava contínues reivindicacions populars per tal de gaudir dels drets als serveis bàsics que, amb comptagotes, anava cedint l'Ajuntament de Piera: carter, "mandadero" o "recader", agutzil i, especialment, equipaments escolars amb "mestressa" permanent. Aquestes demandes s'efectuaven sota les pressions col·lectives que proporcionaven les associacions populars, tan típiques del Bedorc.

### Segle XX
Des d'un bon principi, el segle xx ens torna a descobrir diversos bedorquins ben implicats en la política consistorial pierenca: en Joan Soteras Vidal de ca la Sió, en Daniel Soteras Martorell de cal Daniel, i altres de menció especial com ara en Joan Torras Sabaté de ca l'Olivé, que en fou alcalde l'any 1923. Fou nomenat batlle gairebé per imposició (amb la dictadura de Primo de Rivera, se suprimiren les eleccions) i se'n va resistir fins al darrer moment en què ho va acceptar però amb fèrries condicions, cosa que el va fer durar poc al càrrec.
El veïnat, com hem dit, destacava pel seu tarannà associatiu mutual i també d'esbarjo: el Cercle de la Unió Bedorguenca (recreativa), Ateneu del Bedorc (cultural) i altres, com la rellevant Germandat de Sant Sebastià, patró del Bedorc, mútua fundada el 1916 per l'Àngel Parellada, la qual es mantenia a base de quotes d'aquells qui, en el moment d'associar-se, havien de ser residents al poble, disposar de bona salut i d'una pesseta mensual.
Però en acabada la dictadura de Primo de Rivera, i amb la vinguda de la República, retornà la consciència social i arribaren les tensions entre la dreta catalanista i el front d'Esquerres de Catalunya, molt més nombrós i popular. A Sant Jaume hi destacà la Unió de Rabassaires i, al Bedorc, l'Esquerra Republicana de Catalunya amb seu al Centre Republicà Català del Badorch. Les desavinences arribaren a provocar situacions curioses com ara la construcció de dues sales de ball (la de dretes el 1933 a la plana de ca l'Olivé, i la d'esque-rres el 1935 al carrer Munné Orpí) amb una població que no arribava als 300 habitants...
Després de la guerra civil espanyola i amb la victòria dels nacionals, la repressió i la manca de proveïments es feu evident a tot el terme pierenc. La fàbrica baixà el seu rendiment a tres quarts de la seva producció i la vinguda de la dictadura franquista acabà amb les associacions i les llibertats públiques. Tanmateix, a partir dels anys 50, una certa inflexió política va alleugerir la situació i el Bedorc se n'aprofità amb la construcció de la carretera amb un pressupost aprovat el 1956 de 4 milions de pessetes i, 10 anys després, l'església actual de Sant Sebastià segons projecte d'Albert Bastardes, amb una original teulada hiperbòlica i amb una pulcra talla de bedoll de Sant Sebastià sense sagetes, a l'interior. Amb la mort del general Franco l'any 1975, i el retorn de la democràcia, se celebraren, el 1979, les primeres eleccions municipals a partir de les quals el Bedorc s'ha anat desenvolupant amb població nouvinguda i cases de factura recent que, pel fet d'incorporar-se a les de soca-rel, han originat una lleugera transformació veïnal amb nous carrers i placetes.

## Dades actuals
El poder associatiu del poble continua viu avui dia i la voluntat d'ésser com a nucli amb pròpia personalitat s'expressa en múltiples facetes: l'edició d'una revista semestral ("la Coma, punt i a part") contenint notícies, esdeveniments socials, fotografies, històries i curiositats, el manteniment de les festes d'hivern i d'estiu a pesar de la dispersió del lleure i els gustos actuals, la presència a internet amb pàgina web oficial, trobades anuals diverses com la de plaques de cava i tast de vins, aplec sardanístic i, fins i tot, una petita orquestra local ("la Mata a sis tocs") encarregada d'amenitzar les revetlles, carnavals i petites efemèrides populars.
El local cívic on es desenvolupen moltes d'aquestes activitats, la Sala Vall d'Or, funciona estatutàriament com a associació de veïns i és l'hereva de la sala social de l'esquerra del 1935, ja que el casal de la plana de Ca l'Olivé va tancar en jubilar-s'hi el darrer cafeter, en Joan Torras de Can Borràs. L'agost del 1987, s'inaugurà el nou cafè, annex a la Sala, on es desenvolupen les reunions de la Junta.
Així mateix, la participació de la gent del Bedorc a la política municipal de Piera no ha deixat de produir-se. Hi tenim doncs, ja en el primer Ajuntament de la restauració democràtica, l'any 1979, en Miquel Marquès de cal Marquès i en el tercer (el juny del 1987) en Josep Maria Romeu Gustems de CIU, un clàssic, elegit de llavors ençà a totes les convocatòries a l'alcaldia i assolint-hi la tinència diverses vegades. L'any 2003 hi entra també en Jordi Romeu en representació d'ERC. Actualment (dades estadístiques del 2000) la població del Bedorc consta de 237 persones censades, participant amb un 8% en el total d'habitants del municipi i essent el més poblat dels anomenats "barris antics" annexes al consistori pierenc. Això no obstant, els llocs de treball de la població activa actual es troben fora del poble exceptuant una mínima representació que hi treballa en els conreus propis o aliens. La facilitat de desplaçaments en cotxe particular i la competitivitat dels hipermercats de la rodalia, ha suposat la desaparició de les petites però ben assortides botigues de queviures com les de ca la Sió o cal Vicens que, tradicionalment, havien proveït les llars del poble de les necessitats domèstiques quotidianes.
Avui el Bedorc és inclòs a la Xarxa Europea d'Espais Naturals, (Natura 2000), pertanyent a la zona de les Valls de l'Anoia, com a Lloc d'Importància Comunitària (LIC) i com a Zona d'especial protecció per a les aus (ZEPA), amb els codis ES5110018
El poble manté fins avui la seva personalitat i no ha canviat substancialment la seva fisonomia com a conjunt arquitectònic resistint, de moment, les pressions urbanístiques dels nuclis que li són pròxims i mantenint-se en una situació d'equilibri entre la condició de llogaret en un entorn natural, rural i els avantatges del desenvolupament econòmic gràcies en part, també, a aquesta esmentada proximitat.

## Festes i tradicions
- La festa major d'estiu se celebra cada darrer cap de setmana d'agost i la d'hivern el cap de setmana corresponent a Sant Sebastià màrtir (20 de gener) patró de la vila.
- Cursa dels Covards.